# Manat rzeczny
Manat rzeczny, manat mały (Trichechus inunguis) – gatunek ssaka z rodziny manatowatych (Trichechidae) występujący w Amazonii.

## Taksonomia
Po raz pierwszy zgodnie z zasadami nazewnictwa binominalnego gatunek ten opisał w 1839 roku austriacki przyrodnik Johann Natterer, nadając mu nazwę Manatus exunguis; opis ten pojawił się w formie przypisu w artykule autorstwa austriackiego przyrodnika Karla Moritza Diesinga. Nazwa exunguis została w 1985 roku decyzją ICZN zniesiona dla celów „zasady pierwszeństwa” (ang. Principle of Priority), ale nie dla celów „zasad homonimii” (ang. Principle of Homonymy). Jednocześnie ICZN uznała za ważną nazwę Manatus inunguis, której autorstwo Nattererowi przypisał w 1883 roku austriacki ornitolog August von Pelzeln. Miejsce typowe to Borba, dolny bieg rzeki Madeira, Amazonia, Brazylia. Okazy typowe (syntypy), które stanowiło pięć okazów ze zbiorów Muzeum Historii Naturalnej w Wiedniu, uległy zniszczeniu w 1848 roku. Jednakże Natterer zebrał co najmniej jedną czaszką spoza oryginalnej kolekcji, która prawdopodobnie stanowiła podstawę jego pierwotnej koncepcji opisu nowego gatunku, i którą wysłał do Rostocku, gdzie formalnego opisu dokonali niemieccy zoolodzy: Hermann Friedrich Stannius i Clemens Hartlaub. Odlew (sygnatura USNM 22438) ze zbiorów Narodowego Muzeum Historii Naturalnej może być odlewem właśnie tej czaszki. Natterer zauważył także, że szkielet, który opisał i zilustrował francuski przyrodnik Georges Cuvier w 1809, należał do tego gatunku.
Wydaje się, że w Brazylii nie występuje geograficzne zróżnicowanie genetyczne T. inunguis, ale taka w pewnej formie występuje między kolumbijskim i peruwiańskim dorzeczem Amazonki. W 2007 roku opisano nowy gatunek manata, nazywając go Trichechus pygmaeus (manat mały), jednak dane użyte do jego opisu nie są wystarczająco mocne, aby potwierdzić status odrębnego gatunku, zaś dane oparte na DNA wykazują, że pygmaeus to prawdopodobnie młodociany osobnik T. inunguis.
Autorzy Illustrated Checklist of the Mammals of the World uznają ten gatunek za monotypowy.

### Etymologia
- Trichechus: gr. θριξ thrix, τριχος trikhos ‘włosy’; εχω ekhō ‘mieć, posiadać’[14].
- inunguis: łac. inunguis ‘bez pazurów’, od in ‘nie, bez’[15]; unguis ‘pazur’[16].

## Zasięg występowania
Manat rzeczny występuje w systemie rzecznym Amazonki (w tym w jej ujściu) w Kolumbii, Brazylii, Ekwadorze i Peru.

## Morfologia
Długość ciała do 300 cm; masa ciała 450 kg. Szare zwierzę z białymi znakami na klatce piersiowej. Ciało pokryte krótkim włosiem, na wargach dłuższym i sztywnym.

## Ekologia

### Tryb życia
Zwierzę żyje w grupach liczących 4–8 osobników. Prowadzi zarówno dzienny, jak i nocny tryb życia. Żyje wyłącznie w wodzie, na powierzchnię wysuwa jedynie nozdrza, by nabrać oddechu. Żywi się roślinnością wodną, zjada także opadłe do wody owoce palm.

### Rozmnażanie
Manaty rzeczne rozmnażają się raz w roku. Samica po ciąży trwającej około 10 miesięcy rodzi jedno młode. Małe pozostaje z matką przez długi czas, pływając na jej grzbiecie lub u jej boku. Zwierzęta osiągają dojrzałość płciową w trzecim roku życia. Średnia długość życia jest nieznana, ale osobniki trzymane w niewoli dożywały średnio 12,5 roku.

## Status zagrożenia
W Czerwonej księdze gatunków zagrożonych Międzynarodowej Unii Ochrony Przyrody i Jej Zasobów został zaliczony do kategorii VU (ang. vulnerable ‘narażony’).